# Myliobatis hamlyni
Myliobatis hamlyni es una especie de pez de la familia Myliobatidae en el orden de los Rajiformes.

## Morfología
• Los machos pueden llegar alcanzar los 48 cm de longitud total.

## Reproducción
Es ovíparo.

## Hábitat
Es un pez de mar y de aguas profundas (17 ° S-26 ° S) y bentopelágico.

## Distribución geográfica
Se encuentra en Australia.

## Observaciones
Es inofensivo para los humanos.